# Physa hordacea
Physa hordacea är en snäckart som först beskrevs av I. Lea 1864.  Physa hordacea ingår i släktet Physa och familjen blåssnäckor. Inga underarter finns listade i Catalogue of Life.